# NGC 7681
NGC 7681 é uma galáxia lenticular (S0) localizada na direcção da constelação de Pegasus. Possui uma declinação de +17° 18' 34" e uma ascensão recta de 23 horas, 28 minutos e 54,8 segundos.
A galáxia NGC 7681 foi descoberta em 11 de Outubro de 1784 por William Herschel.